# Lomtjärnen (Söderbärke socken, Dalarna)
Lomtjärnen är en sjö i Smedjebackens kommun i Dalarna och ingår i Norrströms huvudavrinningsområde.